# Michelle González
Michelle González Mercado (* 20. Juli 1995 in Iztacalco, Mexiko-Stadt), auch bekannt unter ihrem Spitznamen Mich, ist eine mexikanische Fußballspielerin, die in der Abwehr und im defensiven Mittelfeld einsetzbar ist. Bei ihren ersten beiden Arbeitgebern (Pachuca und León) spielte sie regelmäßig im Mittelfeld, bei ihrem langjährigen Arbeitgeber Chivas in der Verteidigung.

## Leben
González begann ihre Laufbahn beim CF Pachuca Femenil, mit dem sie in der Eröffnungssaison 2017 der neu gegründeten mexikanischen Frauenfußballmeisterschaft Liga MX Femenil die Finalspiele erreichte.
Nach der Saison 2017/18 wechselte sie zum Club León Femenil und wiederum ein Jahr später zu Chivas Femenil; jene Mannschaft, gegen die sie mit Pachuca die Finalspiele 2017 verloren hatte. Mit Chivas gewann sie in der Clausura 2022 die mexikanische Frauenfußballmeisterschaft und den Campeón de Campeones Femenil.
Seit Anfang 2024 steht González bei Deportivo Toluca Femenil unter Vertrag.

## Erfolge
Chivas
- Mexikanische Meisterin: Clausura 2022
- Mexikanische Supercupsiegerin: 2022

Pachuca
- Mexikanische Vizemeisterin: Apertura 2017